# 2008년 하계 올림픽 아르메니아 선수단
2008년 하계 올림픽 아르메니아 선수단은 중화인민공화국 베이징에서 개최된 2008년 하계 올림픽에 참가한 올림픽 아르메니아 선수단이다.

## 참고 자료
- (영어) “Armenia at the 2008 Beijing Summer Games”. SR/Olympic Sports. 2009년 3월 18일에 원본 문서에서 보존된 문서. 2011년 10월 9일에 확인함.